# 세라모나체스카
세라모나체스카(이탈리아어: Serramonacesca)는 이탈리아 아브루초주 페스카라도에 위치한 코무네다. 중세 시대에 지어진 산 리베라토레 아 마이엘라 수도원으로 유명하다.